# Carlos Carneiro
Pour les articles homonymes, voir Carneiro (homonymie).
Silva Carneiro est un nom portugais ; le premier nom de famille (d'usage facultatif) est Silva et le second est Carneiro.
Carlos Alberto Silva Carneiro (né le 14 janvier 1970) est un ancien coureur cycliste portugais. Professionnel de 1991 à 2003, il a notamment été champion du Portugal sur route à deux reprises en 1998 et 1999.

## Palmarès
- 1990
  - Grande Prémio Pereiro
- 1991
  - Grand Prix International Costa Azul
  - 12 Voltas à Gafa
  - Grande Prémio Correio da Manhã :
    - Classement général
    - 1re étape

  - Troféu E. Leclerc
- 1992
  - Grande Prémio Correio da Manhã
  - 2e et 5e étapes de la Volta a Murtosa
  - Volta a Terras de Santa Maria
  - 2e de la Volta a Terras de Santa Maria
- 1994
  - Volta a Terras de Santa Maria :
    - Classement général
    - 1re étape

  - Tour de l'Alentejo :
    - Classement général
    - 1re étape

  - 2e étape du Grande Prémio Lacticoop
- 1995
  - 8e étape du Rapport Toer
  - Volta a Terras de Santa Maria :
    - Classement général
    - 1re étape

  - Circuit de Malveira
  - 3e de Porto-Lisbonne
- 1997
  - 1re étape du Tour du Portugal
- 1998
  -  Champion du Portugal sur route
  - 2e étape de la Volta a Tras os Montes e Alto Douro
  - Prologue du Grande Prémio do Minho
  - Circuit de Moita
- 1999
  -  Champion du Portugal sur route
- 2000
  - GP Mosqueteiros - Rota do Marquês :
    - Classement général
    - 1re étape
- 2005
  - Circuit de Moita

## Résultats sur les grands tours

### Tour d'Espagne
3 participations
- 1994 : hors délais (5e étape)
- 1995 : abandon
- 2001 : 130e